# Hollókő

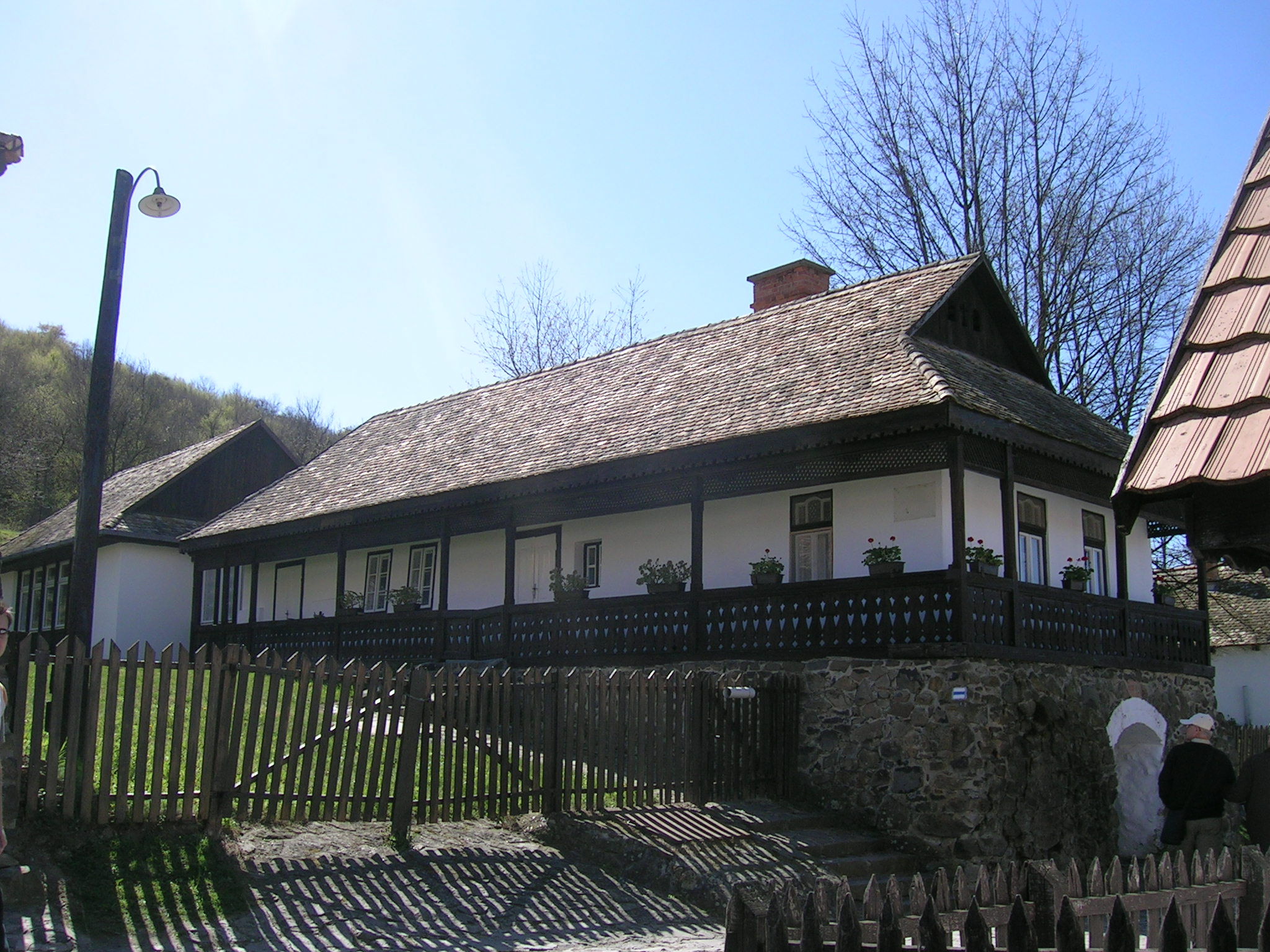
Maison typique palocze

Le village hongrois de Hollókő, situé à une centaine de kilomètres au nord-est de Budapest, figure sur la liste du patrimoine mondial culturel et naturel de l'UNESCO.
L'histoire de ce village remonte au XIIIe siècle avec la construction du château sur le mont Szár à 365 m d'altitude. Partiellement détruit au début du XVIIIe siècle, il reste l'un des châteaux les mieux conservés du nord de la Hongrie. L'agglomération fut détruite à de nombreuses reprises jusqu'au dernier incendie de 1909 après lequel on abandonna les toitures en chaume au profit des tuiles.
Le vieux village, véritable musée en plein air, comprend une cinquantaine de maisons et bâtiments classés dont l'église en bois construite au XVIe siècle qui fut un grenier jusqu'en 1889. Les maisons rustiques illustrent la structure de construction palocze du XVIIe siècle (les "Palóc" constituent un groupe ethnique à culture traditionnelle spécifique de la région dont les origines demeurent mystérieuses). Le musée du village représente fidèlement un agencement intérieur palocze et regroupe des objets usuels et décoratifs traditionnels. La maison du tissage présente la fabrication du tissu par des techniques anciennes.
À l'occasion des fêtes, la plus spectaculaire étant celle de Pâques, les habitants revêtent leurs costumes régionaux colorés et richement parés.

## Administration
| Période | Période | Identité    | Étiquette | Qualité |
| ------- | ------- | ----------- | --------- | ------- |
| 2000    |         | Csaba Szabó | Fidesz    | Député  |
|         | 2000    |             |           |         |

## Héraldique
Le blason est principalement centré autour du symbole essentiel du village, le corbeau, d'où Hollókő puise son nom (« rocher des corbeaux ») ainsi que de l'église paroissiale qui est le centre du village: De gueules à l'église paroissiale de sable, surmonté d'un corbeau de même.

## Jumelage
- Salers (France)[1]

## Galerie

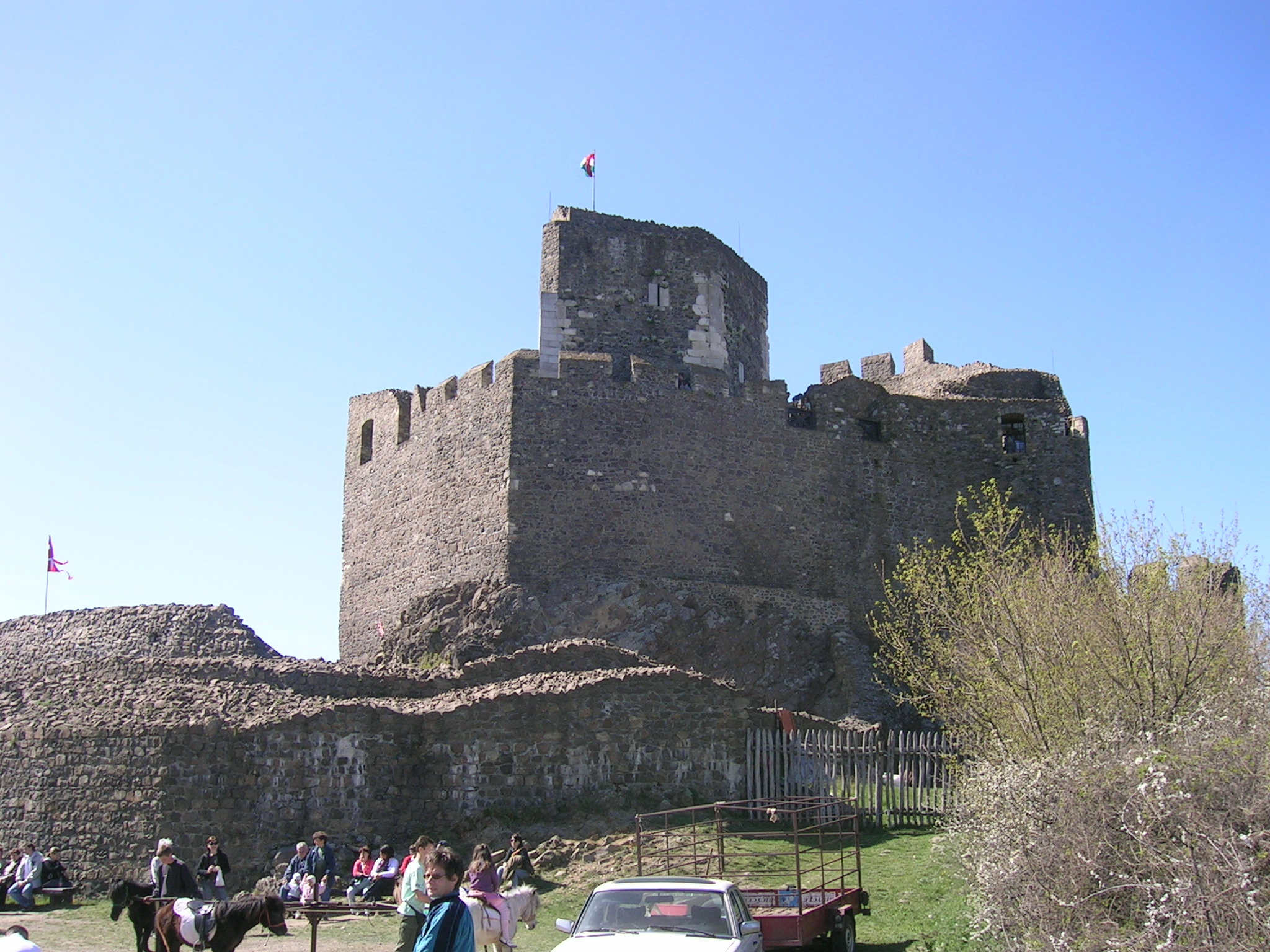
Forteresse de Hollókő

## Liens
- Page départementale dédiée à Hollókő
- Site officiel
- Page sur le site de l'UNESCO